# Scorpiops validus
Espèce
Synonymes
- Euscorpiops validus Di, Cao, Wu & Li, 2010

Scorpiops validus est une espèce de scorpions de la famille des Scorpiopidae.

## Distribution
Cette espèce est endémique du Yunnan en Chine. Elle se rencontre dans la préfecture de Honghe.

## Description

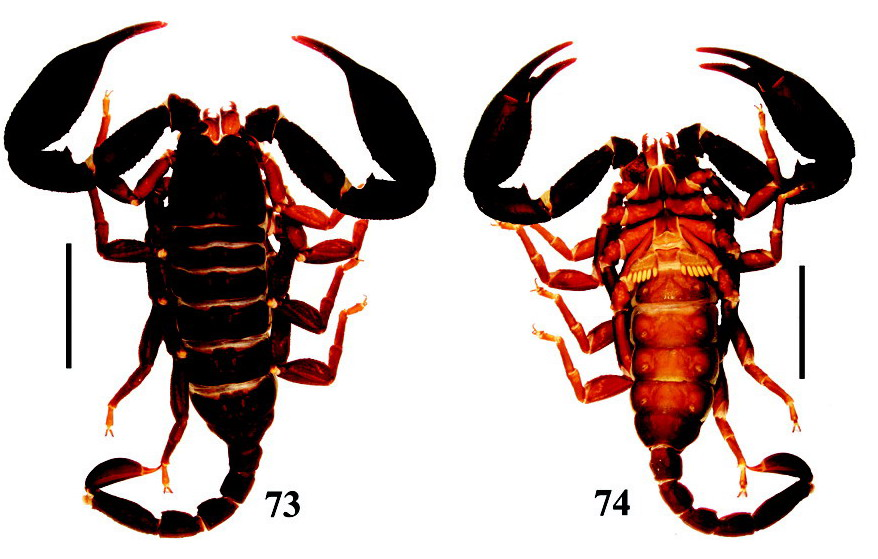
Scorpiops validus ♂

Scorpiops validus mesure de 50,0 à 59,8 mm.

## Systématique et taxinomie
Cette espèce a été décrite sous le protonyme Euscorpiops validus par Di, Cao, Wu et Li en 2010. Elle est placée en synonymie avec Scorpiops vachoni par Kovařík, Lowe, Stockmann et Šťáhlavský en 2020. Elle est relevée de synonymie par Tang en 2022.

## Publication originale
- Di, Cao, Wu & Li, 2010 : « A new species of the Genus Euscorpiops Vachon, 1980 (Scorpiones: Euscorpiidae, Scorpiopinae) from Yunnan, China. » Zootaxa, no 2361, p. 13–22.